# 埃迪特·博斯
埃迪特·博斯（1980年5月31日—）生于登海尔德，是一名荷兰女子柔道运动员。曾参加2000年、2004年、2008年和2012年四届奥运，其中在2004年雅典奥运收获一枚银牌，在2008年北京奥运和2012年伦敦奥运各收获一枚铜牌。